# Ammophila pseudoheydeni
Ammophila pseudoheydeni är en biart som beskrevs av Li och He 2000. Ammophila pseudoheydeni ingår i släktet Ammophila och familjen grävsteklar. Inga underarter finns listade i Catalogue of Life.